# 湖南省统计局
湖南省统计局是中华人民共和国湖南省人民政府主管全省统计和国民经济核算工作的直属机构。

## 主要职能
1. 贯彻执行国家统计工作的方针、政策和统计法律、法规，研究统计制度和统计方法的改革，完成国家统计调查任务；检查监督统计法规的实施情况，查处各类统计违法行为。
2. 制订并组织实施全省统计改革和统计现代化建设规划以及统计调查计划；研究制订全省统一的基本统计制度和拟定统计标准，建立健全国民经济核算体系和统计指标体系。
3. 指导和协调全省统计业务工作，组织开展全省性的省情省力普查及有关专项调查；审核省直各部门的统计调查计划及其调查方案。
4. 为省委、省人民政府制订政策、编制国民经济和社会发展规划提供统计资料，并对全省国民经济、科技进步和社会发展等情况进行统计分析、统计预测、统计检查和监督，向省委、省人民政府及其有关部门提供统计信息和咨询建议。
5. 统一核定、管理、公布全省经济、社会、科技的基本统计资料，定期发布全省国民经济和社会发展情况统计公报以及有关普查和专项调查公报；发布社会经济统计信息。
6. 建立健全和管理全省统计信息自动化系统和统计数据库体系；指导各级基层单位加强统计基础建设。
7. 管理或代为管理城市、农村、企业调查队，组织协调全省城市、农村和企业调查工作。
8. 统一管理县以上政府统计部门的统计事业费；协助地方管理和考核市、州统计局正副局长；会同有关部门承办全省统计专业资格考试和职务评审有关工作；组织指导全省统计科研、统计教育、统计宣传工作。
9. 承办省委、省人民政府交办的其他事项。[1]

## 机构设置

### 内设机构
- 办公室
- 政策法规处(湖南省统计稽查办公室)
- 工业、交通统计处
- 能源统计处
- 固定资产投资统计处
- 贸易外经统计处
- 人口和社会科技统计处
- 服务业统计调查处
- 国民经济核算处
- 统计设计管理处
- 综合统计与经济研究室
- 财务基建处
- 人事处
- 机关党委(含监察室、工会)
- 离退休人员管理办公室

### 直属机构
- 省统计教育中心
- 民意调查中心
- 计算中心
- 普查中心
- 宣传中心（《中国信息报》社驻湖南记者站）
- 省统计科研所
- 省农村经济调查队 [2]